# Lophostoma brasiliense
Lophostoma brasiliense é uma espécie de morcego da família Phyllostomidae. Pode ser encontrada na América Central e no norte da América do Sul.

## Taxonomia
Foi descrita pela primeira vez em 1866 por Wilhelm Peters.

## Descrição
Suas orelhas são grandes com pontas arredondadas. Seu lábio superior possui várias pequenas verrugas. O pelo é marrom escuro ou preto. Seu antebraço tem 33−36 mm (1 297,80 pol) de comprimento. O peso varia de 9−11 g (317,08 oz). Possui 32 dentes.

## Biologia e ecologia
É insetívoro, embora também possa consumir frutas. É noturno, empoleirando-se em locais protegidos durante o dia, como árvores ocas ou dentro de cupinzeiros.

## Abrangência e habitat
É encontrada em vários países da América Central e do Sul, incluindo: Belize, Bolivia, Brasil, Colômbia, Costa Rica, Ecuador, Guatemala, Guiana Francesa, Guyana, Honduras, México, Nicarágua, Panamá, Peru, Suriname, Trinidad e Tobago e Venezuela. É documentado em altitudes abaixo de 500 m (1 600 pé) acima do nível do mar.

## Conservação
Em 2016, foi avaliada como uma "espécie pouco preocupante" pela União Internacional para a Conservação da Natureza (IUCN). Tal classificação foi conferida pois é uma espécie com ampla abrangência geográfica, relativamente comum, tolera uma variedade de habitats, assim como sua abrangência inclui áreas protegidas, sendo improvável que esteja passando por um rápido declínio populacional.